# Exaeretodon
Exaeretodon és un gènere extint de cinodonts de la família dels traversodòntids que visqueren durant el Triàsic a les parts meridionals del supercontinent de Pangea. Se n'han trobat restes fòssils a l'Argentina, el Brasil i l'Índia. Era un animal herbívor i un dels teràpsids més grossos del Triàsic. El crani dels adults passava de 50 cm de llargada. Les dents canines superiors i inferiors eren de morfologia diferent, cosa poc habitual en els cinodonts.

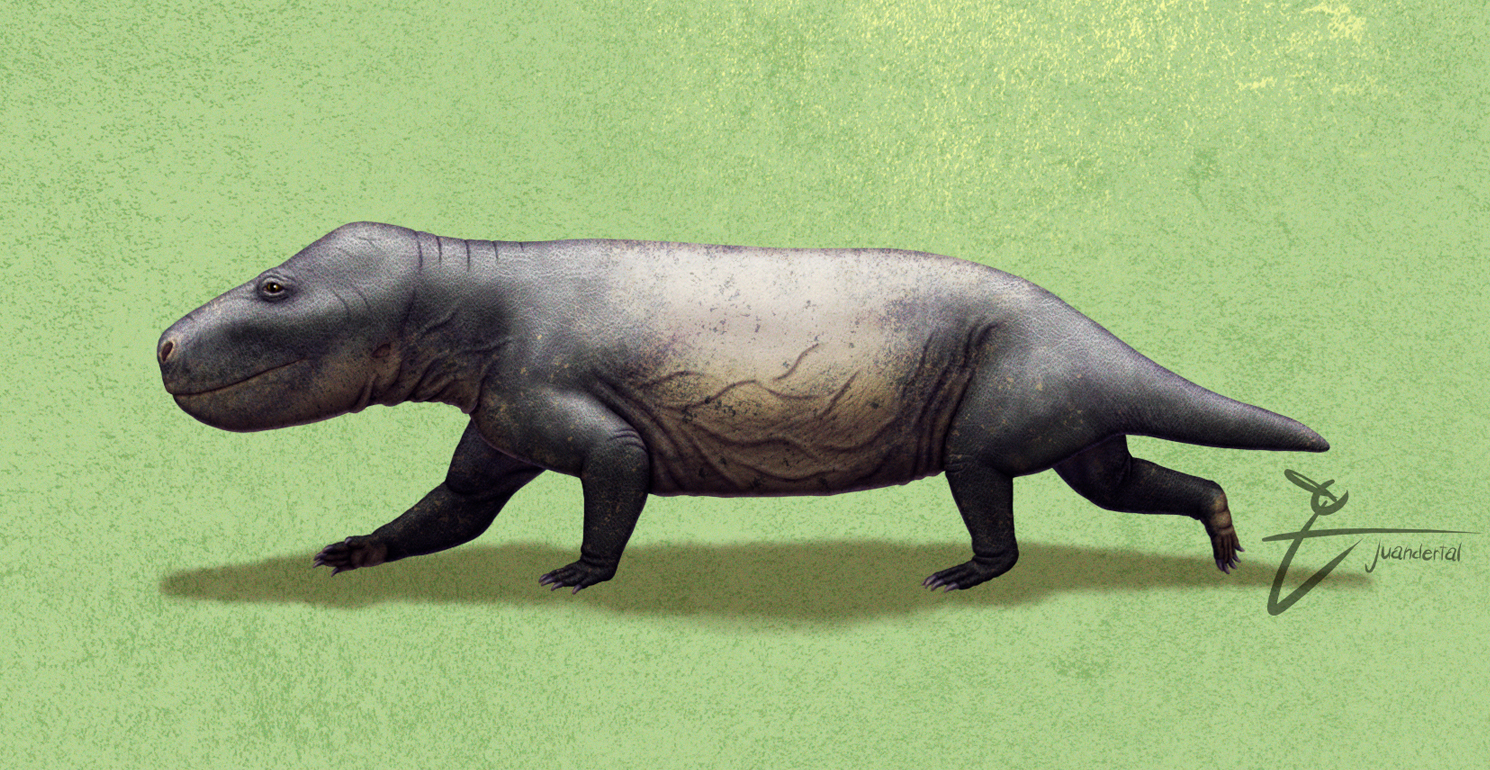
Reconstrucció de l'animal en vida.